# Hans Gasparitsch
Hans Gasparitsch (* 30. März 1918 in Stuttgart; † 13. April 2002 ebenda) war ein deutscher Kommunist und Widerstandskämpfer gegen den Nationalsozialismus.

## Leben
Hans Gasparitsch wuchs als einziges Kind des Ehepaars Johannes und Elisabeth Gasparitsch ab 1920 im Kanonenweg 174 in Ostheim auf. Ab 1924 besuchte er die Ostheimer Volksschule. Die Realschule am Stöckach musste er abbrechen, nachdem sein Vater das Schulgeld nicht mehr bezahlen konnte. Dieser hatte zunächst in einer Schuhfabrik gearbeitet und sich, nachdem er arbeitslos geworden war, 1926 als Schuster in der Rotenbergstraße 106 selbstständig gemacht, was aber nicht genügend Geld einbrachte. 1930 und 1931 nahm er an internationalen Sommerzeltlagern der sozialistischen Kinderfreunde-Bewegung teil, war aktiv im Arbeiterschwimmverein und schloss sich einer Gruppe Gleichaltriger an, die in ihrer Freizeit wanderten. Im Elternhaus genoss er eine pazifistische Erziehung, die aus den Erlebnissen seines Vaters während des Ersten Weltkrieges herrührte. Hans Gasparitsch begann 1932 eine Lehre zum Schriftsetzer. Im selben Jahr feierte er seine Jugendweihe bei den Freidenkern.
Nach der „Machtergreifung“ der Nationalsozialisten bildete sich in Gasparitschs Freundeskreis, der sich zunächst als Wandergruppe formiert hatte, eine Widerstandsgruppe, deren Leitung Fritz Brütsch, alias Kolka übernahm: die Stuttgarter „Gruppe G“, was „Gemeinschaft“ bedeutete. Von den Mitgliedern wurden 1934 unter anderem Flugblätter gegen Hitler hergestellt und verteilt. Die offiziellen Einrichtungen der Arbeiterbewegung und -kultur waren zu diesem Zeitpunkt bereits verboten und beschlagnahmt. Im Dezember des gleichen Jahres wurde der Kopf der Gruppe, Fritz Brütsch verhaftet. Damit aber die Politische Polizei nicht erkennen sollte, dass sie den Hauptakteur der Gruppe G gefasst hatte, führten sie eine öffentlichkeitswirksame Aktion durch.

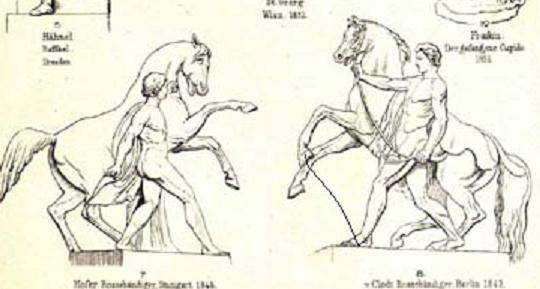
Ludwig von Hofers Rossebändiger

Am 14. März 1935 schrieb Hans Gasparitsch, der in der Gruppe G den Tarnnamen „Micha“ trug, auf die Sockel der Rossebändiger-Statuen im Unteren Schlossgarten in roter Farbe „Hitler = Krieg“ und „Rot Front“. Ohne es zu merken, bekleckerte er dabei seine Kleidung mit der roten Farbe. Dadurch wurde er überführt, als er eine Stunde nach der Tat noch einmal in den Schlossgarten zurückkehrte, um sein Werk zu betrachten. Gasparitsch wurde zunächst etwa ein Jahr lang immer wieder von der Gestapo im Hotel Silber verhört und am 25. März 1936 zu zweieinhalb Jahren Gefängnis auf dem Oberen Kuhberg in Ulm verurteilt. Etwa 20 junge Leute im Alter zwischen 14 und 26 Jahren wurden in diesem Prozess wegen Vorbereitung zum Hochverrat verurteilt; ein Fotoalbum im Haus Gasparitsch hatte der Polizei die Spuren gewiesen. Durch die vorangegangene Untersuchungshaft verkürzte sich die Haftzeit Gasparitschs auf 18 Monate. Nach dieser Zeit wurde er aber nicht, wie erwartet, am 26. Oktober 1937 entlassen, sondern in verschiedenen KZs inhaftiert. Zunächst kam er bis zum 15. November 1937 in „Schutzhaft“ im KZ Welzheim, dann nach Dachau. Vom 27. September 1939 bis zum 2. März 1940 war er im KZ Flossenbürg, danach wieder in Dachau, ehe er wegen einer Denunziation am 18. Juli 1944 ins KZ Buchenwald verlegt wurde. Mitgefangene bewahrten den jungen Mann vor einem Todeskommando im Steinbruch; unter Willi Bleicher arbeitete er in der „Effektenkammer“ und übernahm nach der Flucht der meisten SS-Wachmannschaften vor den anrückenden Amerikanern am 11. April 1945 mit anderen Mitglieder des Lagerwiderstandes die Kontrolle über das Lager, bevor die 3. US-Armee eintraf. Am 19. April 1945 leistete er mit anderen Überlebenden den Schwur von Buchenwald, im Mai kehrte er nach Stuttgart zurück, wo er bis 1948 bei der amerikanischen Militärverwaltung mit Entnazifizierungsuntersuchungen beschäftigt war. 1946 heiratete er Lilly Frank. Aus der Ehe gingen zwei Töchter hervor.
Mit anderen Rückkehrern, darunter auch Fritz Brütsch, gründete er Ende 1946 zur Überwindung der Ursachen und Folgen des Faschismus und Krieg „Die Schwäbische Volksjugend“. Von der amerikanischen Militärverwaltung erhielt er eine Verlagslizenz zur Herausgabe des Mitteilungsblattes „Freie Jugend“. 1947 gehörte Gasparitsch zu den Gründern der Vereinigung der Verfolgten des Naziregimes in Südwestdeutschland. Zwischenzeitlich wieder verboten firmierten sie sich als „Freie Jugend“ und bildeten im November 1948 einen eigenen Landesverband „Baden-Württemberg“ als deren Vorsitzender Wolf Weitbrecht  (1920–1987) gewählt wurde. Da Hans Gasparitsch aber keinen für eine Berufsausbildung ausreichenden Schulabschluss hatte, ging er 1949 nach Jena auf die Arbeiter-und-Bauern-Fakultät und holte hier 1950, in der DDR, das Abitur nach. Danach studierte er Journalismus an der Karl-Marx-Universität in Leipzig. Seine Diplomarbeit schrieb er zum Thema Nationalkomitee Freies Deutschland. Nach Abschluss des Studiums ging er nach Stuttgart zurück. Von 1953 bis 1956 war er Redakteur des KPD-Organs „Volksstimme“ in Stuttgart. Nach dem KPD-Verbot 1956 wurden die Zeitungen „Volksstimme“ und „Badisches Volksecho“ ebenfalls verboten. Bei anderen Zeitungen konnte er wegen seiner politischen Haltung nicht Fuß fassen. Engagierte sich aber weiterhin für die Ziele der KPD und gab das Mitteilungsblatt für die Bezirksgruppen Ost und Neckarland der illegalen KPD heraus. Seinen Lebensunterhalt verdiente er zusammen mit seiner Frau Lilly mit einem Milchladen, der aber nach drei Jahren aus finanziellen Gründen wieder geschlossen werden musste. 1959 fand er eine Beschäftigung als Bautechniker und nebenbei absolvierte er von 1960 bis 1967 ein Fernstudium der Architektur. Danach arbeitete er bis zu seiner Pensionierung 1980 als Bauingenieur.
1960 brachte Hans Gasparitsch zusammen mit drei weiteren Mitgliedern der Widerstandsgruppe das Buch „Die Schicksale der Gruppe G“ heraus. Es wurde in der DDR verlegt. Gasparitsch publizierte hier unter dem Pseudonym Fritz Kaspar. 1994 kam dieses Buch, um Bildmaterial erweitert, auch in der Bundesrepublik Deutschland heraus. Hier trug es den Titel „Hanna, Kolka, Ast und andere...“
Gasparitsch veranstaltete zahlreiche Führungen in den Gedenkstätten Oberer Kuhberg, Dachau und Buchenwald sowie in Stuttgart. Dem Trägerverein des Dokumentationszentrums Oberer Kuhberg stand er lange Zeit vor. Außerdem besuchte er immer wieder Schulen und Universitäten, um über seine Erlebnisse zu berichten. Ferner war er an zahlreichen Antikriegs- und Antiaufrüstungsdemonstrationen beteiligt. 1993 trat er in Bonn in seiner KZ-Häftlingskleidung aus der NS-Zeit auf, um gegen eine Änderung des Asylrechts zu demonstrieren.
Am 26. Mai 2000 wurde ihm in Anerkennung seines antifaschistischen Engagements das Bundesverdienstkreuz 1. Klasse verliehen. Hans Gasparitschs Nachlass wird im Stadtarchiv Stuttgart aufbewahrt. Am 13. April 2002 verstarb er in Stuttgart.